# Salim (Nablus)
Salim (arab. ‏قبلان‎) – palestyńskie miasto położone w muhafazie Nablus, w Autonomii Palestyńskiej. Według danych szacunkowych Palestyńskiego Centralnego Biura Statystycznego w 2016 roku miejscowość liczyła 6143 mieszkańców